# Pandanus involutus
Pandanus involutus är en enhjärtbladig växtart som beskrevs av Harold St.John. Pandanus involutus ingår i släktet Pandanus och familjen Pandanaceae. Inga underarter finns listade.